# Raoul Grassilli
Raoul Grassilli (Bologna, 25 ottobre 1924 – Bologna, 24 luglio 2010) è stato un attore italiano, attivo in cinema, teatro e televisione.

## Biografia
Partecipò come protagonista o caratterista a diversi film e sceneggiati televisivi italiani degli anni sessanta e settanta. Lavorò anche in radiodrammi e sceneggiati radiofonici.
È stato un attore fra i più noti e stimati, in particolare per le interpretazioni televisive. La sua lunga e articolata carriera ha trovato, infatti, non solo la massima popolarità, ma anche un altissimo livello qualitativo in alcune produzioni televisive. Era la TV pedagogica degli anni sessanta e settanta, dove il volto pensoso di Grassilli impersonava caratteri difficili, venati da una particolarissima capacità di interpretare con il silenzio e una parola misuratissima il tormento interiore, una modernità intrisa di psicoanalisi.

## Filmografia
- I fratelli corsi, regia di Anton Giulio Majano (1961)
- Quattro notti con Alba, regia di Luigi Filippo D'Amico (1962)
- Pelle viva, regia di Giuseppe Fina (1962)
- Col ferro e col fuoco, regia di Fernando Cerchio (1962)
- Caterina di Russia, regia di Umberto Lenzi (1963)
- La violenza e l'amore, regia di Adimaro Sala (1965)
- Il padre di famiglia, regia di Nanni Loy (1967)
- Infanzia, vocazione e prime esperienze di Giacomo Casanova, veneziano, regia di Luigi Comencini (1969)
- Povero Cristo, regia di Pier Carpi (1975)

## Prosa televisiva
- La notte di sette minuti di Georges Simenon e Charles Méré, regia di Mario Landi, 3 marzo 1955.
- Roberto e Marianna, commedia di Paul Géraldy, regia di Enzo Ferrieri, trasmessa il 18 aprile 1955
- Il mercante di Venezia di William Shakespeare, regia di Mario Ferrero, trasmessa il 31 luglio 1955.
- Ruy Blas, regia di Sandro Bolchi – miniserie TV (1959)
- Miss Mabel, regia di Sandro Bolchi, con Angela Cicorelli, Evi Maltagliati, Tino Carraro e Lucilla Morlacchi (1959)
- La nostra pelle di Sabatino Lopez, regia di Edmo Fenoglio, prosa televisiva, trasmessa il 28 ottobre 1960 sul Programma Nazionale
- Il caso Maurizius, regia di Anton Giulio Majano – miniserie TV (1961)
- Il mondo è una prigione, regia di Vittorio Cottafavi – film TV (1962)
- Demetrio Pianelli, regia di Sandro Bolchi – miniserie TV (1963)
- Il mulino del Po, regia di Sandro Bolchi – miniserie TV (1963)
- I grandi camaleonti, regia di Edmo Fenoglio – miniserie TV (1964)
- Come le foglie di Giuseppe Giacosa, regia di Edmo Fenoglio, trasmesso nel Programma Nazionale il 26 marzo 1965.
- L'ammiraglio, regia di Anton Giulio Majano – film TV (1965)
- Giulio Cesare di Shakespeare, con Luigi Vannucchi, Glauco Mauri, Lucilla Morlacchi, (1965)
- Quinta colonna, regia di Vittorio Cottafavi – miniserie TV (1966)
- Madame Curie, regia di Guglielmo Morandi – miniserie TV (1966)
- Questione di vita, regia di Silverio Blasi – film TV (1968)
- Le mie prigioni, regia di Sandro Bolchi – miniserie TV (1968)
- Le cinque giornate di Milano, regia di Leandro Castellani – miniserie TV (1970)
- Il mulino del Po, regia di Sandro Bolchi – miniserie TV (1971)
- La macchina da scrivere, regia di Mario Landi (1971)
- Il bivio, regia di Domenico Campana – miniserie TV (1972)
- Delitto di regime - Il caso Don Minzoni, regia di Leandro Castellani – miniserie TV (1973)
- Mozart in viaggio verso Praga, regia di Stefano Roncoroni – miniserie TV (1974)
- Boezio e il suo re, regia di Piero Schivazappa – film TV (1974)
- Sotto il placido Don, regia di Vittorio Cottafavi – miniserie TV (1974)
- Quaranta giorni di libertà - Pagine di diario della Repubblica dell'Ossola, regia di Leandro Castellani – miniserie TV (1974)
- Murat, regia di Silverio Blasi – miniserie TV (1975)
- Rosso veneziano, dall'omonimo romanzo di P.M. Pasinetti, regia di Marco Leto – miniserie TV (1976)
- Dopo un lungo silenzio, regia di Piero Schivazappa – miniserie TV (1978)
- Il candeliere, commedia di Alfred De Musset, regia di Giancarlo Cobelli (1978)
- Tecnica di un colpo di stato: la marcia su Roma, regia di Silvio Maestranzi – miniserie TV (1978)
- Paura sul mondo, regia di Domenico Campana – miniserie TV (1979)
- Con gli occhi dell'occidente, regia di Vittorio Cottafavi – miniserie TV (1979)
- Delitto di stato, regia di Gianfranco De Bosio – miniserie TV (1982)

## Prosa radiofonica Rai
- Allarme al deposito, radiodramma di Renzo Rosso, regia di Umberto Benedetto, trasmesso il 27 dicembre 1954.
- Questi ragazzi, commedia di Gherardo Gherardi, regia di Umberto Benedetto, trasmessa il 14 marzo 1955.
- I capricci di Marianna, commedia di Alfred de Musset, regia di Guglielmo Morandi, trasmessa il 2 luglio 1957.
- Il dissipatore, commedia di Ferdinand Raimund, regia di Sandro Bolchi, trasmessa il 18 giugno 1958.

Radio
• Voi ed Io, programma d'intrattenimento radiofonico del mattino tutti i giorni dal lunedì al sabato dalle                         9,15 alle 11,30 sul Programma Nazionale Radiorai per un intero mese nel novembre 1970.